# Help! (Get Me Some Help)
A Help! (Get Me Some Help) című dal a francia diszkó duó Ottawan kislemeze első debütáló D.I.S.C.O. című albumukról. A dal könnyed, táncolható ritmusú, mely slágerlistás helyezést is elért. A skandináv kislemezen a Hello Rio! című dalt másolták a B oldalra, mely önálló kislemezként is megjelent. Érdekesség, hogy a dal az 1980-ban kiadott debütáló albumon szerepel, viszont csak 1981-ben adták ki kislemezen.

## Tracklista
7" kislemez
 Franciaország (Carrere 49.862)
1. "Help! (Get Me Some Help)" - 3:45
2. "Doudou La Rumba"- 3:35

12" Maxi
 Egyesült Királyság (Carrere CAR 215T)
1. "Help! (Get Me Some Help)" - 4:27
2. "Siesta For Two" - 3:58

## Slágerlista
| Slágerlista 1981   | Legmagasabb helyezés |
| ------------------ | -------------------- |
| Egyesült Királyság | 49                   |

## Külső hivatkozások
- Hallgasd meg a dalt[4]
- Dalszöveg[5]